# تاريخ العناية بالجروح
يمتد تاريخ العناية بالجروح من عصور ما قبل التاريخ وصولًا إلى الطب الحديث. تلتئم الجروح عادةً من تلقاء نفسها، لكن لاحظ الصيادون والقطافون أن بعض العوامل والعلاجات العشبية تسرع العملية أو تساعدها، خاصةً إذا كانت مؤلمة. في التاريخ القديم، تبع ذلك إدراك أهمية النظافة ووقف النزيف، إذ تطورت تقنيات تضميد الجروح والجراحة. في النهاية، ساعدت نظرية جرثومية المرض أيضًا في تطوير العناية بالجروح.

## الممارسة الطبية القديمة
مع مرور الزمن، بدأت الحضارات المختلفة في ابتكار علاجاتها الطبية العشبية الخاصة لمداواة الجروح اعتمادًا على الأشجار أو الشجيرات أو أي نوع آخر من النباتات الموجودة في بيئتها. أصبحت هذه العلاجات العشبية أقدم أشكال علاج الجروح. يُفترض منطقيًا أن هذه العلاجات لم تكن طريقة آمنة لعلاج البشر المصابين بجروح نظرًا لاحتمال إعطاء جرعة زائدة أو اختيار النباتات الخاطئة لعلاج الشخص لحين العثور على النوع المناسب. مع ذلك، كان معظم البشر القدامى الذين تولوا مهمة العلاج باستخدام الأعشاب على دراية جيدة بنباتاتهم المحلية وأي منها يُستخدم لمساعدة المصابين. عُلمت هذه المعرفة وتناقلتها الأجيال بعد أن استخدم المداوون العلاجات العشبية لجرح معين مرارًا وتكرارًا معتقدين أنه يعزز الشفاء.
تعمل العديد من العلاجات العشبية القديمة والسموم الآن كنماذج للطب الحديث. على سبيل المثال، استُخدم الكورار، وهو سم وُضع قديمًا على الأسهم في أمريكا الجنوبية، في القرن العشرين على شكل توبوكورارين لإرخاء العضلات. وضع رجال القبائل ملاحظات متنوعة حول تأثيرات أجزاء النبات المختلفة، مثل الجذور والأوراق وما إلى ذلك، على جروح معينة. لاحظوا أيضًا تأثير الفصول أو التوقيت ضمن اليوم أو دورة القمر على فعالية النبات. مع ذلك، كان للملاحظات الأولى أثر ضئيل في الطب الحديث مقارنة بأجزاء النباتات أو مواسم النمو.

### اليونان القديمة
مع تطور المعالجين القبليين إلى أطباء، حفز ذلك صناعة الأدوية البدائية التي تضمنت تجارًا سافروا إلى الخارج لجلب الأعشاب التي يمكن استخدامها لجروح معينة. بعد فترة وجيزة، وكحال معظم الصناعات، بدأ المرضى في تخطي الأطباء تمامًا واشتروا الأعشاب مباشرة من التجار الذين كانوا أيضًا على دراية بالتأثيرات والكميات التي يجب تناولها مع إبلاغ «مرضاهم» بها أيضًا. عُرف هؤلاء التجار الذين زودوا الناس بالأعشاب باسم ريزوتوميكي، أو جامعي الجذور، في اليونان القديمة. يُرجح أن أقدم قائمة معروفة من الأعشاب والعلاجات كُتبت من أجل تجار الأعشاب هؤلاء. يعد ديوقليس من كاريستوس أقدم ريزوتوميكي (معالج) عرفته البشرية، وهو تلميذ للفيلسوف اليوناني أرسطو. تضمن الكتاب ملاحظات المؤلف عن تأثيرات طب الأعشاب على أجزاء معينة من جسم الإنسان. أصبح ذلك لاحقًا بدايةً للبحث العلمي حول العلاجات العشبية على البشر، وعُدل تعديلًا كبيرًا وتغير عن علاجات الجروح الحديثة.
أقر الإغريق أهمية إغلاق الجرح، وكانوا أول من فرّق بين الجروح الحادة والمزمنة، ووصفوهما بـ «الحديثة» و«غير القابلة للشفاء» على التوالي. قدم جالينوس من بيرغاموم، وهو جراح يوناني عمل لدى المصارعين الرومان في حوالي عام 120 -201 م، العديد من المساهمات في مجال العناية بالجروح. كان الأمر الأهم هو الاعتراف بأهمية الحفاظ على ترطيب موقع الجرح لضمان التئامه الناجح.

### مصر القديمة
يعود التاريخ السريري لعلاج الجروح الحادة والمزمنة في أصله إلى مصر القديمة أيضًا، ونجت العديد من البرديات الطبية المصرية التي توثق العلاجات العشبية والجراحية والسحرية للجروح. تصف بردية إدوين سميث، التي تعود إلى نحو 1600 قبل الميلاد، إغلاق الجروح بالخيوط الجراحية (لجروح الشفة والحلق والكتف) والضمادات والجبائر والكمّادات والوقاية من العدوى وعلاجها بالعسل، وإيقاف النزيف باللحوم النيئة. تفصل بردية إيبرس، التي تعود إلى نحو 1500 قبل الميلاد، كيفية استخدام ضمادات الكتان والشحوم الحيوانية والعسل كعلاجات موضعية للجروح. استُخدمت الضمادات القطنية لقدرتها على الامتصاص الطبيعي، وشكلت الشحوم الحيوانية حاجزًا أمام العوامل الممرضة البيئية، وعمل العسل كمضاد حيوي. وضحت بردية بروغش، التي تعود إلى نحو 1200 قبل الميلاد، أن المصريين آمنوا بأن التأكد من بقاء جرح الشخص مغلقًا يقي روحه من غزو الأرواح الشريرة الخارجية.